# Nomerobius cuspidatus
Nomerobius cuspidatus is een insect uit de familie van de bruine gaasvliegen (Hemerobiidae), die tot de orde netvleugeligen (Neuroptera) behoort. 
Nomerobius cuspidatus is voor het eerst wetenschappelijk beschreven door Oswald in 1990.